# Matthew J. Nolan
Matthew J. Nolan (irisch M. J. Ó Nualláin, * 25. Januar 1951 in Waterford) ist ein früherer irischer Politiker (Fianna Fáil) und gehörte von 1982 bis 1997 sowie erneut von 2002 bis 2011 dem Dáil Éireann, dem Unterhaus des irischen Parlaments, an. 1982 und 2001 bis 2002 war er Mitglied im Seanad Éireann.

## Leben
Nolan wurde als Sohn des Politikers Tom Nolan in Waterford geboren und wuchs in Bagenalstown im County Carlow auf. Bereits ab 1973 (und bis 1985) war er Mitglied des Stadtrats. Von 1979 bis 2003 wurde er in den Carlow County Council gewählt. 
Im Mai 1982 wurde er von Taoiseach Charles Haughey in den Seanad Éireann nominiert. Bei den Wahlen im November 1982 zum Dáil Éireann wurde er dann im Wahlkreis Carlow-Kilkenny für die Fianna Fáil gewählt. 1991 versuchte er mit anderen Parteikollegen, Taoiseach Charles Haughey aus der Parteiführung zu drängen. Zwar konnte er bei den Wahlen 1992 seinen Sitz noch verteidigen, er schied aber bei den Wahlen 1997 aus dem Dáil Éireann aus. Am 18. Dezember 2001 konnte er jedoch bei einer Nachwahl auf der Landwirtschaftsliste in den Seanad Éireann einziehen. Schon bei den Wahlen zum Dáil Éireann 2002 gelang ihm der Wiedereinzug in den Dáil. Diesen Sitz konnte er bei den Wahlen 2007 verteidigen. Ab 2011 trat er bei keinen Wahlen mehr an. 
Matthew J. Nolan ist mit Mary Forde verheiratet, mit der er vier Kinder hat.